# Гоєшть (Алба)
Гоєшть, Гоєшті (рум. Goiești) — село у повіті Алба в Румунії. Входить до складу комуни Відра.
Село розташоване на відстані 328 км на північний захід від Бухареста, 60 км на північний захід від Алба-Юлії, 68 км на південний захід від Клуж-Напоки, 147 км на північний схід від Тімішоари.

## Населення
За даними перепису населення 2002 року у селі проживали 68 осіб, усі — румуни. Усі жителі села рідною мовою назвали румунську.